# Laureana di Borrello
Laureana di Borrello község (comune) Calabria régiójában, Reggio Calabria megyében.

## Fekvése
A megye északnyugati részén fekszik. Határai: Candidoni, Feroleto della Chiesa, Galatro, Rosarno, San Pietro di Caridà és Serrata.

## Története
A település alapítására vonatkozóan nincsenek pontos adatok. A középkorban népesült be. Korabeli épületeinek nagy része az 1783-as calabriai földrengésben elpusztult. A 19. században nyerte el önállóságát, amikor a Nápolyi Királyságban felszámolták a feudalizmust.

## Népessége
A népesség számának alakulása:

## Főbb látnivalói
- San Rocco-templom
- San Biagio-templom
- Sant’Anna-templom
- San Pietro-templom
- San Pasquale-templom
- San Francesco di Paola-templom
- San Francesco d'Assisi-templom
- Madonna della Sanità-templom
- Madonna del Carmine-templom
- Madonna degli Angeli e a San Gregorio Taumaturgo-templom